# Hylaeus takumiae
Hylaeus takumiae är en biart som beskrevs av Karl N. Magnacca och Daly 2003. Hylaeus takumiae ingår i släktet citronbin, och familjen korttungebin. Inga underarter finns listade i Catalogue of Life.